# ناتشو غارو
أجناسيو غارو غوميز دي كاريرو (بالإسبانية: Nacho Garro)‏ (من مواليد 21 أبريل 1981 في فيتوريا-غاستايز، ألافا)، والمعروف باسم ناتشو غارو، هو لاعب كرة قدم إسباني، يلعب في مركز خط الوسط المركزي.

## وصلات خارجية
- ناتشو غارو على موقع قاعدة بيانات كرة القدم.إي يو (الإنجليزية)

- BDFutbol profile
- Futbolme profile (بالإسبانية)
- Stats at FootballDatabase